# Acoetes pleei
Espèce
Acoetes pleei est une espèce d'annélides de la famille des Acoetidae nommée en l'honneur d'Auguste Plée.

## Description
Le corps du ver consiste en une tête, un corps segmenté cylindrique et un cordier. La tête se compose d'un prostomium (partie pour l'ouverture de la bouche) et d'un péristome (partie autour de la bouche) et porte des appendices appariés (palpes, antennes en Cirre).
Ce ver a été décrit scientifiquement pour la première fois en 1832 par Audouin & Milne Edwards.